# Mansur Yavaş
Mansur Yavaş (Beypazarı, 23 maggio 1955) è un politico e avvocato turco, sindaco di Ankara dall'8 aprile 2019.

## Biografia
Mansur Yavaş nasce nel 1955 a Beypazarı, un distretto della provincia di Ankara, in una famiglia di origini macedoni.
Dopo aver completato gli studi primari e secondari nella città natale, nel 1979 si trasferisce a Istanbul per studiare alla facoltà di giurisprudenza dell'Università di Istanbul, laureandosi nel 1983. Dopo gli studi svolge il servizio militare obbligatorio come procuratore militare, tornando quindi a Beypazarı per iniziare ad esercitare la professione di avvocato.
Tra il 1985 e il 1989 Yavaş è presidente del Partito Nazionalista Laburista (MÇP) nel distretto di Beypazarı, diventando in seguito consigliere comunale in quota MÇP, poi confluito nel Partito del Movimento Nazionalista (MHP), tra il 1989 e il 1994.
Nel 1999 si candida a vicegovernatore di Beypazarı con il MHP, risultando eletto e rimanendo in carica per due mandati, fino al 2009. Dopo essersi infruttuosamente candidato a sindaco metropolitano di Ankara alle elezioni del 2009 (arrivando terzo dietro il rivale dell'AKP İbrahim Melih Gökçek e quello del CHP Murat Karayalçın), nel 2013 decide di lasciare l'MHP e si iscrive al Partito Popolare Repubblicano, con il quale nel 2014 si candida nuovamente a sindaco di Ankara, perdendo tuttavia per un solo punto percentuale al termine di elezioni contestate.
Viene eletto alle successive elezioni amministrative del 2019 quale candidato dell'Alleanza Nazionale, formata da CHP e dal Buon Partito, con il 50,9% dei voti. Secondo l'istituto di sondaggi Piar Araştırma, nel 2020 Yavaş è stato l'amministratore turco con il più alto indice di gradimento: 73,2%, superiore a quello del sindaco di Istanbul Ekrem İmamoğlu (57,2%). Nel 2021 si è inoltre aggiudicato il World Mayor Capital Award "per (...) la sua visione di costruire una metropoli che eguaglierà le grandi capitali d'Europa e d'Asia".
Viene quindi riconfermato alla tornata elettorale del 2024 con il 60,38%.

### Vita privata
Sposato dal 1986 con Nursen Kıvanç, la coppia ha due figlie: Çağlayan e Armağan.